# Болшевики (пиеса)
„Болшевики“ е спектакъл в две части от 1980 година на Телевизионния театър на Българската телевизия. Режисьор е Иля Велчев. Той е и автор на телевизионната адаптация по едноименната пиеса на Михаил Шатров, базирана на исторически събития. Оператор е Аспарух Язаджиев. Художник е Любомир Йорданов. Музиката е написана от Атанас Косев.
Премиерата на спектакъла е на 21 и 22 април 1980 година. След създаването си многократно е излъчван до 1989 година.
През 2013 година се установява, че записът е невъзвратимо повреден поради лошо съхранение в Златния фонд на Телевизията.

## Сюжет
Действието се развива в рамките на едно денонощие – 30 август 1918 година. Петнадесетте членове на Совнаркома, тогавашното правителство на Русия, обсъждат в Кремъл убийството на комисаря Урицки в Петербург, как да се преодолее недостига на хляб, кризата с продоволствията. Политическите фигури на комисарите са представени като обикновени човеци, способни да грешат, да се шегуват, да се смеят, в разрез с общоприетите официални канони на онова време. Те очакват Ленин, но Ленин така и не идва. В това време над него се извършва покушение и той е ранен от есерката Фани Каплан при посещението му в заводите Михелсон. Раненият Ленин е донесен в Кремъл. От неговата стая излизат и влизат лекарите. Всеки път съобщават за крайно тежкото му състояние. Общата тревога се прекъсва от спомени за него. Сцените в които телеграфистката чете ленинските декрети съдържат дисидентски разобличения на историческите стереотипи. Възстановките на образа на Ленин изричащ съвременни послания звучат стряскащо документално.
Свердлов взима ситуацията в свои ръце на тази своеобразна „тайна вечеря“ и започва да разсъждава за съществуването на партията без Ленин. В сюжета на постановката се усеща критиката на култа към личността. Комисарите спорят и се карат – трябва ли да се въведе червен терор в отговор на белия терор, явява ли се терора допустимо средство в революционната борба, откривайки в този спор чертите на всеки индивидуален характер. Партийното заседание се превръща в лаборатория на политическите решения. Пред участниците в него е поставен избор – да последват примера на предшествениците-якобинци, чиито жестоки действия са довели до изтребление на политическите противници, или да намерят друг изход в борбата за власт. Идеите се сблъскват с реалността. Историята поставя на изпитание трагичната вяра на комисарите.
На финала, обикновения караулчик чете телеграми от страната, Совнаркома е информиран за желанието на много хора да се отмъсти за Ленин. Трябва да реши: да отговори с масов терор или не. Адекватен ли е масовия терор? Заменяем ли е вожда? Решават фундаментален исторически въпрос от историята на Русия през 20 век. Совнаркома гласува единодушно. Свердлов обявява гласуването. Настъпва историята на масовия терор.

## Актьорски състав
- Ленин – Илия Раев
- Фани Каплан – Мария Каварджикова
- Свердлов – Юрий Ангелов
- Луначарски – Любомир Кабакчиев
- Колонтай – Виолета Бахчеванова
- Енокидзе – Радко Дишлиев
- Цурюпа – Петър Слабаков
- Загорски – Мариус Донкин
- Бонч-Бруевич – Вълчо Камарашев
- Стучка – Юри Яковлев
- Стеклов – Георги Джубрилов
- Чичерин – Бочо Василев
- Петровски – Марин Янев
- Крупская – Рая Нанкова
- Улянова – Мария Стефанова
- шофьора Гил – Герасим Герасимов
- д-р Кизас – Атанас Воденичаров
- д-р Минц – Васил Стойчев
- секретарката Величкина – Кина Мутафова
- Телеграфистката – Галина Котева
- Караулчика – Румян Лазов

В ролите на комисари:
- Милен Пенев
- Кирил Кавадарков
- Гроздан Герцов